# رنچو استله
رنچو استله (به انگلیسی: Rancho Estelle) یک مزرعه (محل) در ایالات متحده آمریکا است که در شهرستان بروستر، تگزاس واقع شده‌است.